# Феліпе Нері Медіна
Феліпе Нері Медіна Вальдерас-і-Фернандес де Кордова (нар. 1797) — виконував обов'язки президента Гондурасу 13-15 квітня 1839 року.

## Життєпис
Народився в родині багатого власника шахти. Його батько також займав посаду інтенданта (префекта) містечка Данлі. Розпочав навчання в Семінарському коледжі Гватемали 1810 року, а пізніше здобував вищу освіту в Університеті Сен-Карлос-де-Гватемала. Одружився з Долорес Серафін Гомес. Був членом Ліберальної партії Гондурасу.
Після обрання до складу Конституційної асамблеї та парламенту також був призначений до Верховної директорії.
26 жовтня 1838 року Гондурас проголосив про свою незалежність. Франсіско Феррера підтримував федеральний уряд на чолі з Хосе Франсіско Морасаном Кесадою. 5 квітня 1839 Морасан зазнав поразки від об'єднаних сил Медіни в битві при Еспіріту-Санту в Сальвадорі. 25 вересня того ж року Феррера отримав поранення та втік до Нікарагуа.
15 квітня 1839 парламент призначив наступником Медіни Хуана Хосе Альварадо.
Після завершення повноважень Медіна ще кілька років прожив у Гватемалі.